# NGC 5132
NGC 5132 is een balkspiraalstelsel in het sterrenbeeld Maagd. Het hemelobject werd op 8 april 1866 ontdekt door de Duits-Deense astronoom Heinrich Louis d'Arrest.

## Synoniemen
- UGC 8428
- MCG 2-34-14
- ZWG 72.68
- IRAS 13219+1421
- PGC 46868